# English Billiards

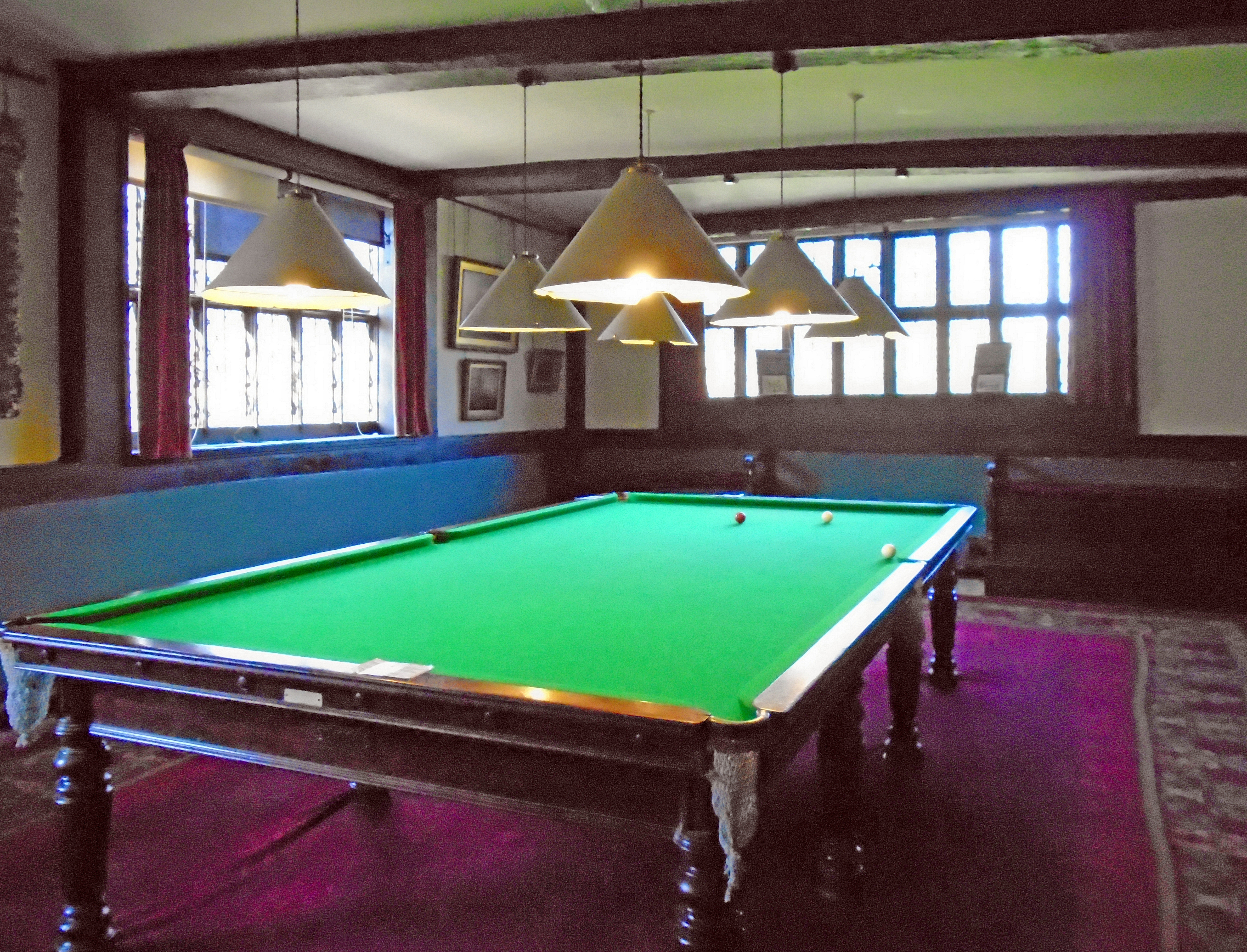
English Billiards-Tisch in Speke Hall

English Billiards (oder einfach nur „Billiards“ genannt), das heute als erste populäre Variante des Lochbillards angesehen wird, entstand im 18. Jahrhundert in England. Gespielt wird auf einem 12-Fuß-Tisch mit sechs Taschen, der vor allem außerhalb der British-Commonwealth-Staaten heute gemeinhin als Snookertisch bezeichnet wird, was historisch nicht korrekt ist, denn das English Billiards gab es bereits vor dem Snooker. English Billiards, das mit drei Bällen gespielt wird, ist heute noch in Großbritannien und den British-Commonwealth-Staaten populär, wenn auch inzwischen hinter Snooker rangierend. Vor allem in England, Indien, Neuseeland und Australien, aber auch in Thailand, Südafrika und Österreich hat diese Variante nach wie vor eine treue Gefolgschaft.

## Geschichte

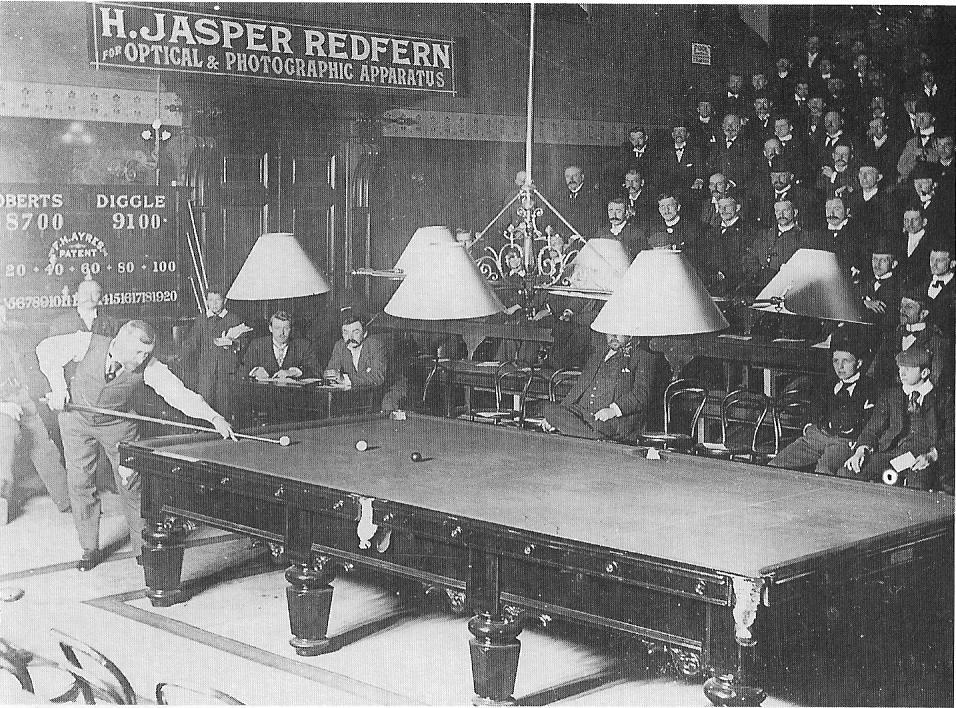
Eine Partie English Billiards zwischen John Roberts Jr. und Edward Diggle Ende des 19. Jahrhunderts

Es gibt zahlreiche Theorien über den Ursprung des Billardspiels. Die einzige unumstößliche Tatsache ist, dass so gut wie nichts über seine Geschichte vor dem 17. Jahrhundert bekannt ist. Die erste detaillierte Beschreibung findet sich in Charles Cottons Buch The Compleat Gamester von 1674, in dem unter anderem die Verbreitung des Billardspiels in ganz Europa sowie dessen besondere Popularität in England erwähnt wird. Des Weiteren ist ein Diagramm eines rechteckigen Tisches in noch heute üblichen Proportionen mit sechs Taschen enthalten.
English Billiards war die erste Billardvariante, die, bedingt durch die Kolonialpolitik der Briten, im 18. und 19. Jahrhundert weltweite Verbreitung fand. Nicht nur in den damaligen Kolonien, auch in den USA beispielsweise (aufgrund der Auswanderungswelle im 19. Jahrhundert), war das English-Billiards-Spiel mit den entsprechenden Tischen die erste bekannte und populäre Billardform.
Im English Billiards wurden auch die ersten Weltmeister der Billardgeschichte ermittelt, wenn auch im Sinne des damaligen Zeitgeistes. Da Edwin Kentfield 1825 und John Roberts Sr. 1849 beide zum Meister "erklärt" worden waren, gilt das Match zwischen William Cook und John Roberts Sr. im Februar 1870 als erste Partie um die Weltmeisterkrone in der Geschichte des Billardspiels.
Seit diesen Tagen wird (mit wenigen Ausnahmen) jährlich der Profiweltmeister ermittelt, seit 1926 finden (in der Regel jährlich) Amateurweltmeisterschaften statt. 2012 wurden erstmals die Weltmeisterschaften der IBSF und WPBSA in einem gemeinsamen Event ausgetragen. Die früher übliche Unterscheidung zwischen Amateur- und Profispielern ist nicht mehr gegeben.

## Regeln
English Billiards ist ein Spiel für zwei Personen oder zwei Teams. Beide Parteien haben ihren eigenen Spielball, der entweder weiß oder gelb ist, ein roter Objektball macht den Satz komplett.
Ziel des Spieles ist es, durch Versenken von Bällen oder mit einer Karambolage Punkte zu erzielen.
Das Lochen des roten Objektballs wird Winning Hazard genannt und bringt drei Punkte. Der rote Ball wird danach wieder auf dem Top Spot (der Platz des schwarzen Balls beim Snooker) platziert. Eine andere Möglichkeit des Winning Hazards ist es, den fremden Spielball zu lochen. Dies bringt jedoch nur zwei Punkte und der gegnerische Spielball bleibt vom Tisch, bis diese Aufnahme beendet ist (der Gegner beginnt seine Serie danach mit seinem Spielball von Hand und spielt aus dem „D“).
Der Losing Hazard wird erreicht, indem der eigene Spielball nach Berührung mit einem der beiden anderen Bälle gelocht wird. Handelt es sich bei diesem um den fremden Spielball, wird ein Losing Hazard mit zwei Punkten und beim roten Objektball mit drei Punkten belohnt. Der Spieler setzt die Aufnahme fort, indem er aus dem „D“ spielt.
Die dritte und letzte Möglichkeit, Punkte zu bekommen, ist, den eigenen Spielball sowohl mit dem fremden Spielball als auch mit dem Objektball in Kontakt zu bringen. Dies wird Cannon genannt und mit zwei Punkten gewertet.
Auch Kombinationen aus Cannon und Hazards sind möglich. Mit einem Stoß können somit maximal zehn Punkte erzielt werden (Hazard über den Objektball plus Cannon, danach fallen alle drei Bälle in die Taschen).

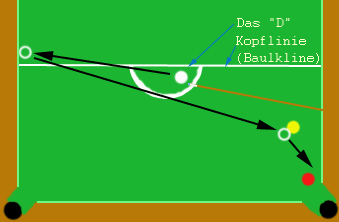
Erfolgreicher Stoß aus dem „D“

Beim Spielen des eigenen Spielballs von Hand (aus dem „D“) dürfen nur Bälle außerhalb des Kopffelds (Baulk-Area) direkt getroffen werden. Diese Regel bildet die Grundlage dafür, den Gegner durch defensives Spiel in Situationen zu bringen, in denen er keinen Ball direkt anspielen darf. In diesem Fall kann versucht werden, einen Ball über Vorbande außerhalb des Kopffeldes zu treffen. Gelingt dies nicht, werden dem Gegner 2 Foulpunkte zugesprochen und das Spiel wird fortgesetzt.
Zu Spielbeginn wird der rote Objektball auf dem Top Spot platziert. Der Eröffnungsstoß erfolgt In-Hand (aus dem „D“), der gegnerische Spielball ist zu dieser Zeit noch nicht am Tisch. Gängige Varianten sind, den roten Ball in das Kopffeld zu spielen und den eigenen Spielball nahe der seitlichen Bande auf Höhe des Pyramid Spots zu platzieren oder beide Bälle ins Kopffeld zu bringen.
Bei einem Foul (z. B. Durchstoß oder Ball vom Tisch schießen) bekommt die Gegenpartei zwei Punkte und kann die Situation am Tisch übernehmen oder die Grundstellung (Rot auf dem Spot, gegnerischer Ball im Center Spot) aufbauen lassen und aus dem „D“ weiterspielen.
Es wird entweder eine vorher festgelegte Zeitlang gespielt oder bis einer der Teilnehmer einen zuvor festgelegten Punktestand erreicht.
| gelocht                | eigener Ball trifft            | Pkt. |
| ---------------------- | ------------------------------ | ---- |
| kein Ball              | 1. fremden Ball, 2. roten Ball | 2    |
| kein Ball              | 1. roten Ball, 2. fremden Ball | 2    |
| eigener Ball           | 1. fremden Ball                | 2    |
| fremder Ball           | 1. fremden Ball                | 2    |
| fremder Ball           | 1. roten Ball                  | 2    |
| eigener Ball           | 1. roten Ball                  | 3    |
| roter Ball             | 1. fremden Ball                | 3    |
| roter Ball             | 1. roten Ball                  | 3    |
| eigener Ball           | 1. fremden Ball, 2. roten Ball | 4    |
| fremder Ball           | 1. fremden Ball, 2. roten Ball | 4    |
| fremder Ball           | 1. roten Ball, 2. fremden Ball | 4    |
| eigener + fremder Ball | 1. fremden Ball                | 4    |
| eigener Ball           | 1. roten Ball, 2. fremden Ball | 5    |
| eigener + fremder Ball | 1. roten Ball                  | 5    |
| eigener + roter Ball   | 1. fremden Ball                | 5    |
| roter Ball             | 1. fremden Ball, 2. roten Ball | 5    |
| roter Ball             | 1. roten Ball, 2. fremden Ball | 5    |
| fremder + roter Ball   | 1. fremden Ball                | 5    |
| fremder + roter Ball   | 1. roten Ball                  | 5    |
| eigener + fremder Ball | 1. fremden Ball, 2. roten Ball | 6    |
| eigener + roter Ball   | 1. roten Ball                  | 6    |
| eigener + fremder Ball | 1. roten Ball, 2. fremden Ball | 7    |
| eigener + roter Ball   | 1. fremden Ball, 2. roten Ball | 7    |
| fremder + roter Ball   | 1. fremden Ball, 2. roten Ball | 7    |
| fremder + roter Ball   | 1. roten Ball, 2. fremden Ball | 7    |
| alle Bälle             | 1. fremden Ball                | 7    |
| eigener + roter Ball   | 1. roten Ball, 2. fremden Ball | 8    |
| alle Bälle             | 1. roten Ball                  | 8    |
| alle Bälle             | 1. fremden Ball, 2. roten Ball | 9    |
| alle Bälle             | 1. roten Ball, 2. fremden Ball | 10   |

## Bekannte Spieler
Von William Cook und John Roberts Jr. in den 1870er und 1880er Jahren, über Melbourne Inman zu Beginn des 20. Jahrhunderts, Tom Newman, Joe Davis sowie Walter Lindrum in den 1920er und 1930er Jahren, bis zu Rex Williams in den 1970er und 1980er Jahren gab es immer wieder Spieler, welche eine Ära dominiert haben.
Seit etwa 20 Jahren haben Mike Russell aus England und der Inder Geet Sethi, die beide jeweils 9-mal Weltmeister wurden, die Weltspitze fest im Griff. Zu den herausragenden Vertretern zählen heutzutage auch Peter Gilchrist (aus England, aber für Singapur startend) und der mehrfache IBSF Weltmeister Pankaj Advani aus Indien.
Bei den Damen dominierte Joyce Gardner die 1930er Jahre, Thelma Carpenter die 1940er, Maureen Baynton die 1960er und Vera Selby die 1970er Jahre. Zu den erfolgreichsten Damen des neuen Jahrtausends zählen Emma Bonney und Kelly Fisher (beide aus England) sowie die Inderinnen Chitra Magimairaj und Anuja Chandra.

## Weltrekord
In der Geschichte des Sports entwickelten Spieler immer wieder außergewöhnliche, meist repetitive Methoden, um die Höhe ihrer Punkteserien teilweise extrem zu steigern. Üblicherweise wurden nach deren Zurschaustellung die Regeln durch das zuständige Kontrollorgan (vormaliger Billiards Association and Control Council) geändert. Dadurch entstanden in den historischen Zeitabschnitten jeweils Bestmarken, die nur bedingt untereinander vergleichbar sind.
Den nach aktuellen Regeln gültigen Weltrekord für die längste Serie in einem Turniermatch hält Peter Gilchrist mit 1.346 Punkten in einer Aufnahme, erzielt beim New Zealand Open 2007. In diesem Match stellte Gilchrist mit 426 Punkten auch einen neuen Rekorddurchschnitt pro Aufnahme auf.
Walter Lindrum erspielte am 20. Januar 1932 in einem Match gegen Joe Davis eine Rekordserie von 4.137 Punkten. Die Aufnahme dauerte 177 Minuten und bestand großteils aus Karambolageserien.
Die höchste je gespielte und anerkannte Serie wurde in einer zwei Wochen dauernden Partie von William Cook Jr. erzielt. In einer Partie in London gegen Alec Taylor vollendete Cook am 4. Juni 1907 eine Serie von 42.746 Punkten.
Eine noch höhere Serie gelang kurze Zeit später Tom Reece, der über fünf Wochen hinweg insgesamt 499.135 Punkte in einer Aufnahme produzierte, vollendet am 6. Juli 1907. Auch unter den damaligen Regularien wurde diese Serie jedoch nicht anerkannt, da sie nicht durchgängig durch Zeugen belegt wurde. Reece berief sich zwar darauf, dass ein Journalist jeden Stoß des Breaks gesehen habe, der Weltverband ließ dies jedoch nicht gelten.
Heute darf man nur noch 15-mal hintereinander eine Kugel lochen oder 75-mal eine Karambolage spielen.